# Dédougou
Dédougou é uma cidade localizada no oeste de Burkina Faso, capital da província de Mouhoun da região Boucle du Mouhoun. Os principais grupos étnicos são o Marka e o Bwa. A população de Dédougou era 37.793 habitantes em 2006: 18.778 homens e 19.015 mulheres.